# Новые Челкасы
Но́вые Челкасы́ (чув. Ҫӗнӗ Чӑлкасси) — деревня в Канашском районе Чувашской Республики. Входит в состав Новочелкасинского сельского поселения.

## География
Находится в центральной части Чувашии, на расстоянии приблизительно 12 км по прямой на запад-северо-запад от районного центра города Канаш на левобережье реки Малый Цивиль.

## История
Известна с 1858 года как околоток Новый деревни Сиделева-Челкасы (ныне не существует). В 1926 году здесь было учтено 83 двора, 421 житель, в 1939—490 жителей, в 1979—659. В 2002 году было 106 дворов, в 2010 — 86 домохозяйств. В 1931 году был образован колхоз «Прожектор», в 2010 году действовал СХПК «Родина».

## Население
Постоянное население составляло 239 человек (чуваши 98 %) в 2002 году, 217 в 2010.